# Pancraç de Portvendres
Pancraç de Portvendres (Llombardia?, s. IV - Portvendres, Rosselló, segon quart del segle V) fou un eremita llegendari, mestre de Sant Eudald. Tot i ésser un personatge fictici, és venerat com a sant per diverses confessions cristianes.

## Llegenda
La seva vida es basa en llegendes i tradicions i està vinculada a la del llegendari Sant Eudald. La coincidència de la seva festivitat amb la de Sant Pancraç de Roma fa pensar en un desdoblament de personalitat hagiogràfica per crear un personatge que completés la llegenda d'Eudald.
Pancraç era un cristià que es retirà a fer vida eremítica a Itàlia, probablement a la Llombardia. Segons la tradició, una daina ferida conduí el jove Eudald fins a l'ermitatge de Pancraç; Eudald, en veure com l'animal anava a trobar-lo, va tenir la revelació de la santedat de l'anacoreta i li demanà de restar amb ell i seguir-ne el model de vida. Pancraç l'acceptà com a deixeble, però per posar-lo a recer dels seus parents pagans, marxà amb ell lluny d'Itàlia.
Embarcaren i arribaren a la costa gal·la, a Portvendres, cap al 423 (altres tradicions situen la història més tard, cap al segle viii). S'instal·laren en una cova d'una muntanya propera i visqueren en solitud lliurats a la contemplació i la pregària. Començaren a predicar a la regió per convertir-la, i es feren coneguts per la seva santedat i virtut. Poc després, morí Pancraç i Eudald continuà la seva predicació per terres de Tolosa i altres bandes.